# Тендер буровий
ТЕНДЕР БУРОВИЙ (рос. буровой тендер; англ. drilling tender; нім. Bohrtender m) — бурове судно для обслуговування морських бурових устатковань, яке може пересуватися за допомогою буксира на нову позицію після завершення буріння на попередній. Судно призначається для обслуговування буріння зі стаціонарної морської платформи. На платформі встановлені бурова вежа, бурові лебідки та інше обладнання, а ємності для бурового розчину, джерела енергопостачання, цементувальний аґреґат, крани, сховища, комунікації забезпечуються тендером.